# Seznam ostrovů Severního ledového oceánu
Seznam ostrovů v Severním ledovém oceánu a okrajových mořích.

## Rusko
- Nová země
  - Severní ostrov
  - Jižní ostrov
- Kolgujev
- Vajgač
- Solověcké ostrovy
- Bílý ostrov
- Vilkického ostrov
- ostrovy Arktického institutu
- Nordenskjöldovo souostroví
  - Ruský ostrov (Nordenskjöldovy ostrovy)
  - Civolkovy ostrovy
  - Litkeho ostrovy
    - Sýkorův ostrov

  - Pachtusovy ostrovy
  - Vilkického ostrovy
  - Východní ostrovy
- ostrov Tajmyr
- ostrovy S. Kirova
- Vizeho ostrov
- Ušakovův ostrov
- ostrov Samoty
- země Františka Josefa
  - Jiřího země
  - Alexandřina země
  - Wilczekův ostrov
  - Salisburyho ostrov
  - ostrov Grahama Bella
  - Rudolfův ostrov
  - Hallův ostrov
  - Zieglerův ostrov
- Severní země
  - ostrov Říjnové revoluce
  - ostrov Bolševik
  - ostrov Komsomolec
  - ostrov Pionýr
  - Šmidtův ostrov
  - Malyj Tajmyr
- Jižní ostrov (Tajmyr)
- Begičevovy ostrovy
  - Begičevův ostrov
- Novosibiřské ostrovy
  - Anjouovy ostrovy
    - Kotelný ostrov
    - Faddějevský ostrov
    - Nová Sibiř

  - Ljachovské ostrovy
    - Velký Ljachovský ostrov
    - Malý Ljachovský ostrov

  - De Longovy ostrovy
- Medvědí ostrovy
- Wrangelův ostrov
- Koljučin

## Kanada
- Kanadské arktické souostroví
  - ostrovy královny Alžběty
    - Ellesmerův ostrov
    - Melvillův ostrov
    - Devon (ostrov)
    - ostrov Axela Heiberga
    - Sverdrupovy ostrovy
    - Parryho ostrovy

  - Baffinův ostrov
  - ostrov prince Karla
  - Bylotův ostrov
  - ostrov krále Viléma
  - Viktoriin ostrov
  - Banksův ostrov

## Norsko
- Svalbard
  - Špicberky
    - Západní Špicberk
    - Severovýchodní země
    - Edgeův ostrov
    - Barentsův ostrov
    - země krále Karla
    - Bílý ostrov
    - Sedm ostrovů
    - Nízký ostrov
    - ostrov Naděje
    - Velký ostrov

  - Medvědí ostrov
- Jan Mayen

## Dánsko
- Grónsko